# Uplifting trance
El Uplifting Trance, es un subgénero del género Trance (Uno de los 3 principales géneros de la música electrónica mundial: House, Techno, Trance) que incorpora melodías más elaboradas y riffs más atractivos, generalmente haciendo uso de arpegios y dando producto a un sonido eufórico, volador, muy bailable y con mucho poder en sus bajos y melodías.
El nombre, que surgió con el auge del trance progresivo en 1997, se deriva del sentimiento que se siente al ser escuchado (Uplifting significa en inglés "levantar el ánimo" ya que Uplift significa "elevarse"). Se trata de un género muy melódico, que oscila entre los 130 BPM hasta 142 BPM (Beats Per Minutes).
El piano es de uso frecuente, también se combina con elementos de ópera y música Orquestal casi siempre pasando de la euforia bailable a un segmento de calma y tranquilidad incorporando violines, cellos, pianos, flautas, guitarras o casi cualquier instrumento de cuerda o de viento. Todo esto seguido de una larga subida en la que se alcanza el clímax de la canción volviendo al ritmo bailable.
El género, que se originó en Alemania, es masivamente popular dentro de la escena del Trance a nivel mundial y es una de las formas de música electrónica más populares en todo el mundo.
Existen variantes dentro de este subgénero entre las cuales se encuentran el Emotional trance, Anthem trance, Power trance, Orchestral trance y un subgénero producto de sonidos más progresivos conocido como Proglifting trance.
A mediados de la década de los 2010s, el Uplifting Trance se combinó con el Psytrance creando así la unión de ambos estilos llamado Uplifting Psytrance un Trance con la misma euforia y melodía del Uplifting pero con kicks y elementos del Psytrance. La colaboración entre productores de Uplifting como Armin van Buuren, Paul van Dyk o Giuseppe Ottaviani con productores de Psytrance como Vini Vici dieron esa nueva frescura al Trance. Esta fusión es muy popular dentro del festival anual de música trance 'TRANSMISSION'.